# Azione Democratica del Québec
Azione Democratica del Québec (in francese Action Démocratique du Québec, ADQ e in inglese Democratic Action of Quebec, DAQ) è stato un partito politico québecchese.

## Storia
Presente nella rappresentanza provinciale dal 1994 al 2012. Era un partito che si batteva per una riforma del modello Quebec. Voleva essere la terza via, creando un ponte tra i sovranisti e i federalisti, il partito che si autodefiniva autonomista. L'ADQ ha proposto in particolare di ridurre le dimensioni dello stato e di concentrare le politiche pubbliche su una maggiore libertà di scelta per i cittadini.
In relazione al dibattito sullo status politico del Quebec, il suo programma prevedeva il rimpatrio in Quebec di diversi poteri e l'occupazione di tutti i campi della giurisdizione del Quebec. L'ADQ aveva sostenuto il campo del Sì durante il referendum del 1995 sulla sovranità del Quebec. Successivamente, il partito non voleva più che il Quebec tenesse un referendum sulla questione.
L'ADQ ha formato l'opposizione ufficiale all'Assemblea nazionale del Québec per un anno e mezzo (2007-2008) eleggendo 41 deputati nelle elezioni del 2007. Al momento del suo scioglimento, aveva quattro deputati nell'Assemblea nazionale. I membri dell'ADQ erano chiamati "adéquistes", proprio come i partigiani.
Nel dicembre 2011, l'esecutivo dell'ADQ ha annunciato la volontà di fondersi con la Coalition avenir Québec (CAQ). Il 22 gennaio 2012, dopo che i 2.500 membri sono stati chiamati a votare, i membri dell'ADQ hanno votato con il 70% a favore della fusione dell'ADQ con il CAQ. L'ADQ si è fusa con il CAQ il 14 febbraio 2012.